# Hymenocephalus longipes
Hymenocephalus longipes är en fiskart som beskrevs av Smith och Lewis Radcliffe 1912. Hymenocephalus longipes ingår i släktet Hymenocephalus och familjen skolästfiskar. Inga underarter finns listade i Catalogue of Life.